# Вещиците (филм, 2020)
„Вещиците“ (на английски: The Witches) е фентъзи от 2020 година на режисьора Робърт Земекис, по сценарий на Земекис, Кения Барис и Гийермо дел Торо. Базиран е на едноименния роман, написан от Роалд Дал през 1983 г. и това е втората пълнометражна адаптация на романа след едноименния филм от 1990 година, режисиран от Никълъс Роег. Във филма участват Ан Хатауей, Октавия Спенсър, Стенли Тучи и е разказан от Крис Рок.
Филмът е пуснат по стрийминг услугата HBO Max на 22 октомври 2020 г., в който също е издаден традиционно по кината седмица по-късно.